# 碩鬣狗
碩鬣狗是一屬史前巨大的短面鬣狗。碩鬣狗最大及最多資料的短吻碩鬣狗站立時肩高約有 90—100 cm（35—39英寸），重達 110（240磅），差不多是一頭雌獅的重量，而牠卻更為粗壯，為體型最大的鬣狗。牠們生存於300-40萬年前的上新世晚期至更新世中期。在歐亞大陸、東非及南部非洲的多個位點都有發現牠們的化石。大部份遺骸都是碎片，一般是頭顱骨，而在周口店亦有非常完整的碩鬣狗化石，估計牠們以洞穴為巢穴。

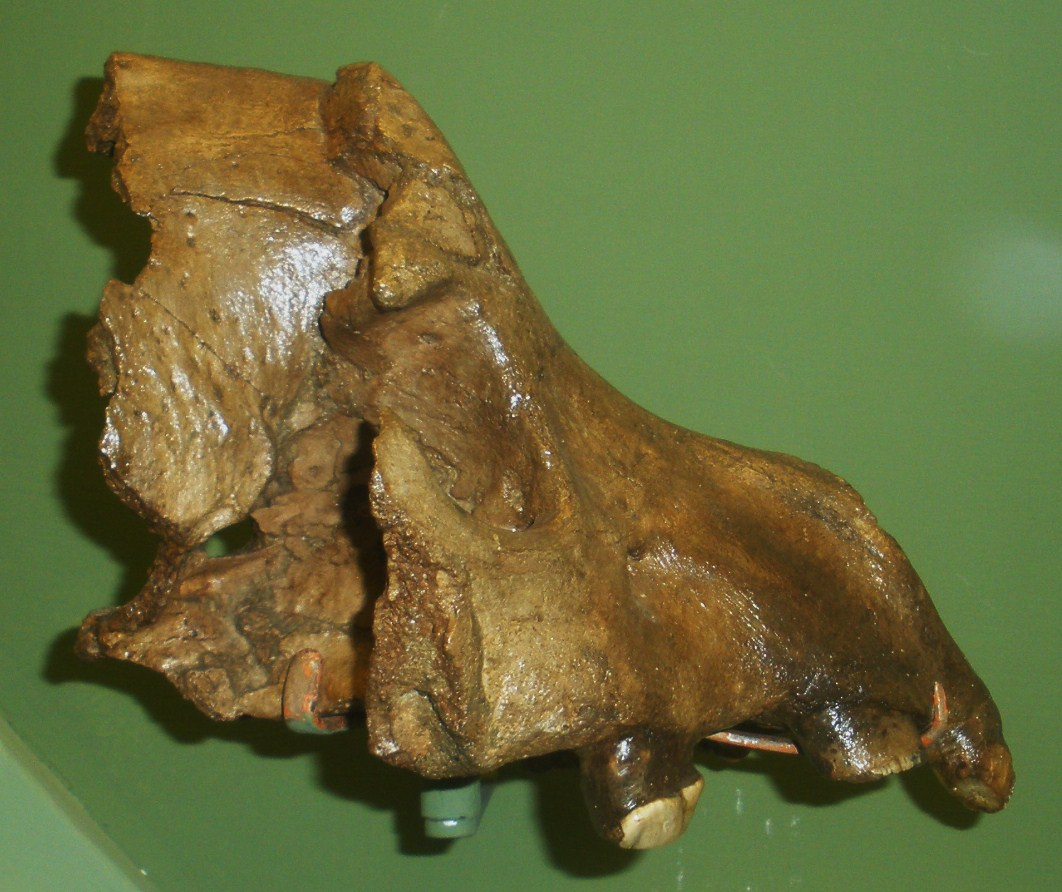
短吻碩鬣狗（P. brevirostris）顱骨

碩鬣狗可能是成群狩獵大型動物，如鹿或更大，並會吃腐肉的。由於碩鬣狗較為大型，並不很適合長距離追捕獵物，故可能會較喜歡狩獵大型動物。這就與現今的斑鬣狗有所不同，因為斑鬣狗是較為靈活，有時會捕獵獵物，或是吃獅子吃剩的腐肉。碩鬣狗在生態位上與較細小（但仍是大型）的上新斑鬣狗重疊，基於競爭排除原則，從來未有在同一區域發現這兩類同期的生物。
其他的碩鬣狗物種，如P. robusta及P. pyrenaica所知甚少。只知前者是棕鬣狗的歐洲極大型古亞種。Hyaena bellax則有時認為是屬於碩鬣狗屬的。